# Chan Kin Seng
Chan Kin Seng Ronaldo (Macao, 19 marzo 1985) è un calciatore macaense, attaccante del Monte Carlo.

## Carriera

### Club
Dopo aver giocato con il Monte Carlo, nel 2008 si trasferisce al Ka I.

### Nazionale
Conta numerose presenze e varie reti con la Nazionale macaense, con la quale ha partecipato all'AFC Challenge Cup del 2006.

## Palmarès

### Club

#### Competizioni nazionali
- Campionato di Macao:2

Ka I: 2011, 2012